# Лам, Тейлор
Тейлор Лам (англ. Taylor Lum; род. 1 апреля 2002, Этобико), также известная как Линь Цзясинь (кит. 林嘉欣) — канадская и китайская хоккейная нападающая, игрок студенческого клуба «Сент-Лоуренс Сэйнтс». В составе сборной Китая выступала на Олимпийских играх 2022 года.

## Карьера
Начала заниматься хоккеем с шайбой в 2005 году в Канаде. Выступала за местные юниорские команды «Стони-Крик Сейбрз» и «Этобико Долфинс». В составе команды Онтарио стала чемпионкой Канады среди девушек до 18 лет. С сезона 2020/21 выступает в NCAA за команду «Сент-Лоуренс Сэйнтс». В сезоне 2021/22 прервала выступления за университет, чтобы присоединиться к китайской команде «КРС Ванке Рэйз», выступавшей в ЖХЛ, и принять участие в олимпийском хоккейном турнире в составе сборной Китая, которая состояла исключительно из игроков этого клуба. Китаянки стали на домашних Играх девятыми. Лам также сыграла в составе сборной Китая в группе B первого дивизиона чемпионата мира 2022 года, завоевав вместе с ней путёвку в группу A, однако больше на уровне сборных не выступала.